# Rhoeidium microphyllum
Rhoeidium microphyllum là một loài thực vật có hoa trong họ Đào lộn hột. Loài này được (Engelm.) Greene miêu tả khoa học đầu tiên năm 1905.